# اومهازن
اومهازن (به آلمانی: Umhausen) یک منطقهٔ مسکونی در اتریش است که در ناحیه ایمست واقع شده‌است. اومهازن ۱۳۷٫۴ کیلومتر مربع مساحت دارد ۱٬۰۳۱ متر بالاتر از سطح دریا واقع شده‌است.